# پیتیپ
پیتیپ (به لاتین: Pitip) یک منطقهٔ مسکونی در تاجیکستان است که در ولایت سغد واقع شده‌است.

## خصوصیات
پیتیپ ۰ نفر جمعیت دارد.